# Cyanea capillata
A água-viva-cabeluda (Cyanea capillata), também conhecida como água-viva-juba-de-leão,  é uma espécie gigante de medusa da ordem Semaeostomeae, família Cyaneidae. Podem atingir 2,3 metros de diâmetro e seus tentáculos chegam a medir até 37m, o equivalente a um prédio de 13 andares. São encontradas no Atlântico Norte e no Ártico.
A água-viva-juba-de-leão se tornou a peça chave em um conto de Sherlock Holmes, publicado no livro Histórias de Sherlock Holmes, em 1926. Dois personagens e um cão são misteriosamente atacados, de forma que se lhes vê com vincos brutais no corpo, ao ponto de deixá-los moribundos. Somente os métodos lógico-dedutivos de Holmes são capazes de pôr fim a este enigma, rebaixando-o a um mero acaso da natureza.
Esta Água-Viva é uma espécie que vive em águas geladas, normalmente encontradas no Atlântico Norte e no Ártico. Predadora por natureza, ela caça e se alimenta de pequenos peixes, plâncton, ctenophoras e outras espécies de Águas-Vivas menores, mas ela também serve de alimento de outros animais como a Tartaruga-de-Couro (que tem esta Água-Viva como sua principal dieta), o Peixe-Lua, alguns pássaros marinhos, e também de Anêmonas. 
O nome “Juba-de-leão” se dá por conta da quantidade de tentáculos agrupados que ela chega a possuir (podem chegar a ter mais de 1.000 tentáculos). Por esta razão, o contato com o ser humano pode ser perigoso e até fatal, considerando a quantidade de tentáculos que podem soltar ferrões de uma só vez, e assim potencializar o efeito da peçonha no corpo humano.